# Filipovići (kulturno-povijesna cjelina)
Filipovići, kulturno-povijesna cjelina,  zaseok mjesta Brela, zaštićeno kulturno dobro.

## Opis dobra
Filipovići su zaseok Brela smješten uz more. Stambeno-gospodarske kuće su organizirane oko zajedničkog dvorišta popločanog kamenim pločama. Jezgra sklopa iz 18. stoljeća je u 19. stoljeću nadograđivana, a krajem 20. stoljeća izvedene su neprimjerene intervencije. Izvorno su stambeno-gospodarski sklop s fortifikacijskim obilježjima. Zatvoreno, lako branjivo dvorište s dva ulaza štitile su visoke katnice – kule. Jezgri se u 19. stoljeću dodaju gospodarske zgrade, kuhinje, pojate i vrše pregradnje. Katnice ili dvokatnice su od priklesanog kamena, rjeđe klesanaca, povezanog vapnenom žbukom. Dvostrešna krovišta uglavnom su pokrivena kamenom pločom, s dimnjacima tipičnim za Makarsko primorje.

## Zaštita
Pod oznakom Z-4870 zavedena je kao nepokretno kulturno dobro - kulturno-povijesna cjelina, pravna statusa zaštićena kulturnog dobra, klasificirano kao "kulturno-povijesna cjelina".